# Chiesa di San Giacomo (Urbe)
La chiesa di San Giacomo è un luogo di culto cattolico situato nella frazione di Martina Olba, in piazza San Giacomo, nel comune di Urbe in provincia di Savona. La chiesa è sede della parrocchia dei santi Giacomo e Rocco della zona pastorale Ovadese-Genovese della diocesi di Acqui.
Nel territorio della parrocchia sorge la chiesa di San Rocco, nella frazione Acquabianca.

## Storia e descrizione

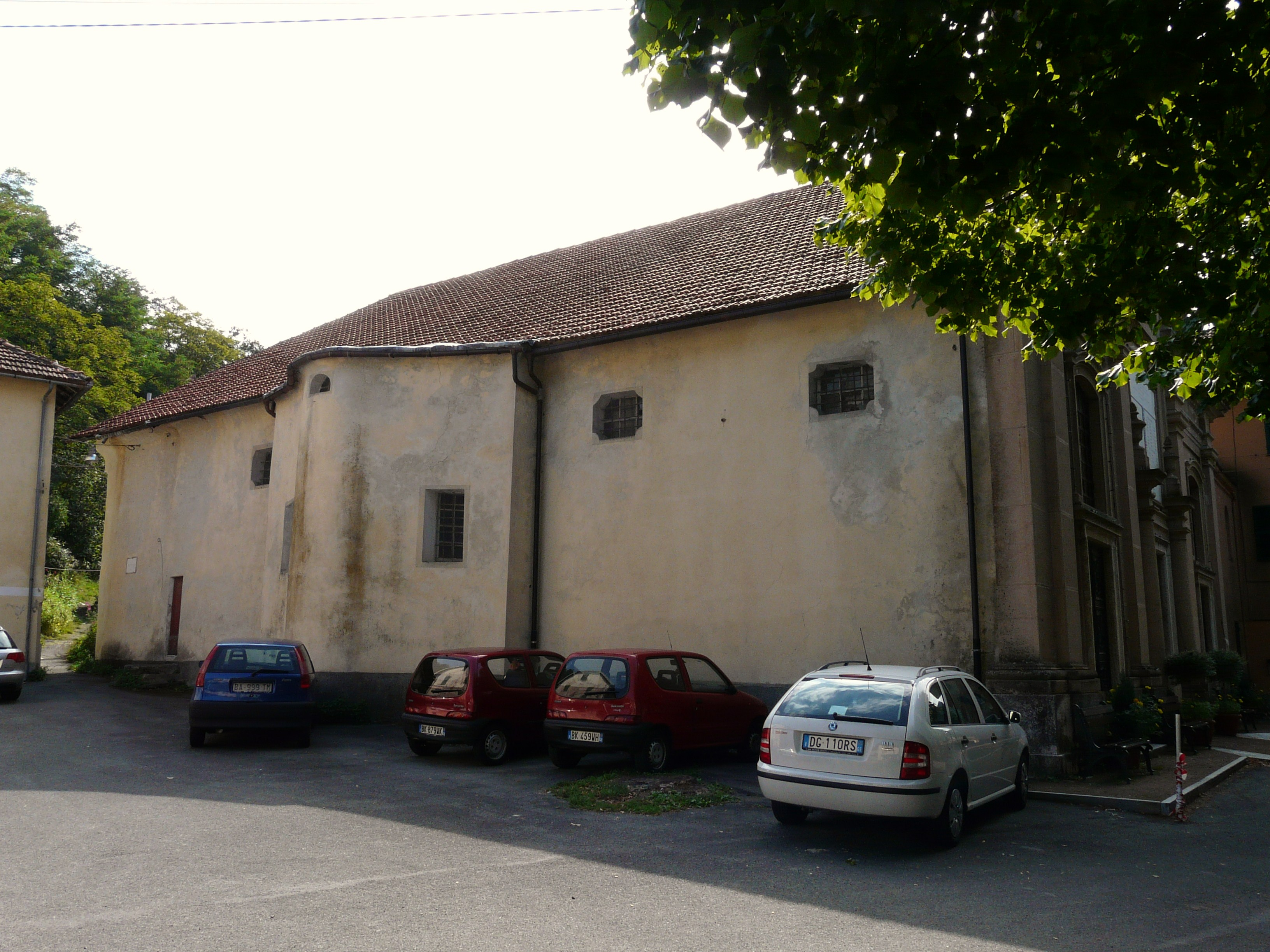
Il complesso laterale

Una cappella dedicata a san Martino di Tours esisteva già nel XV secolo. Fu ingrandita nel 1625 e poi abbattuta per fare posto all'attuale chiesa costruita tra il 1630 e il 1633 ed eretta a parrocchia il 19 ottobre 1635. L'intitolazione fu scelta perché nel giorno del santo (25 luglio) del 1625 furono scacciate le truppe savoiarde dal territorio di Urbe e Sassello. Nel 1660 furono acquistate due campane e nel 1663 un quadro di San Bartolomeo ancora oggi conservato. Risalgono al 1843 le statue della Madonna del Rosario e di Sant'Antonio da Padova, opere del savonese Antonio Brilla. Da una visita pastorale del 1699 si viene a conoscenza che la chiesa era divisa in tre navate, con altare maggiore in marmo e crocefisso.
Tra il 1719 e il 1721 furono eseguiti interventi di restauro alla chiesa e al campanile, il quale fu dotato di orologio. L'impegno dei parrocchiani proseguì sino al 1740 con il rifacimento della facciata, la realizzazione del pavimento in ardesia e delle balaustre in marmo per il presbiterio e gli altari laterali. L'erezione della Via Crucis risale al 1750. In quegli stessi anni vengono comperati diversi arredi sacri in argento. L'organo fu acquistato nel 1775 e l'anno successivo furono realizzati dipinti sui muri e la volta del presbiterio. L'altare maggiore fu sostituito nel 1780 con uno in marmo.

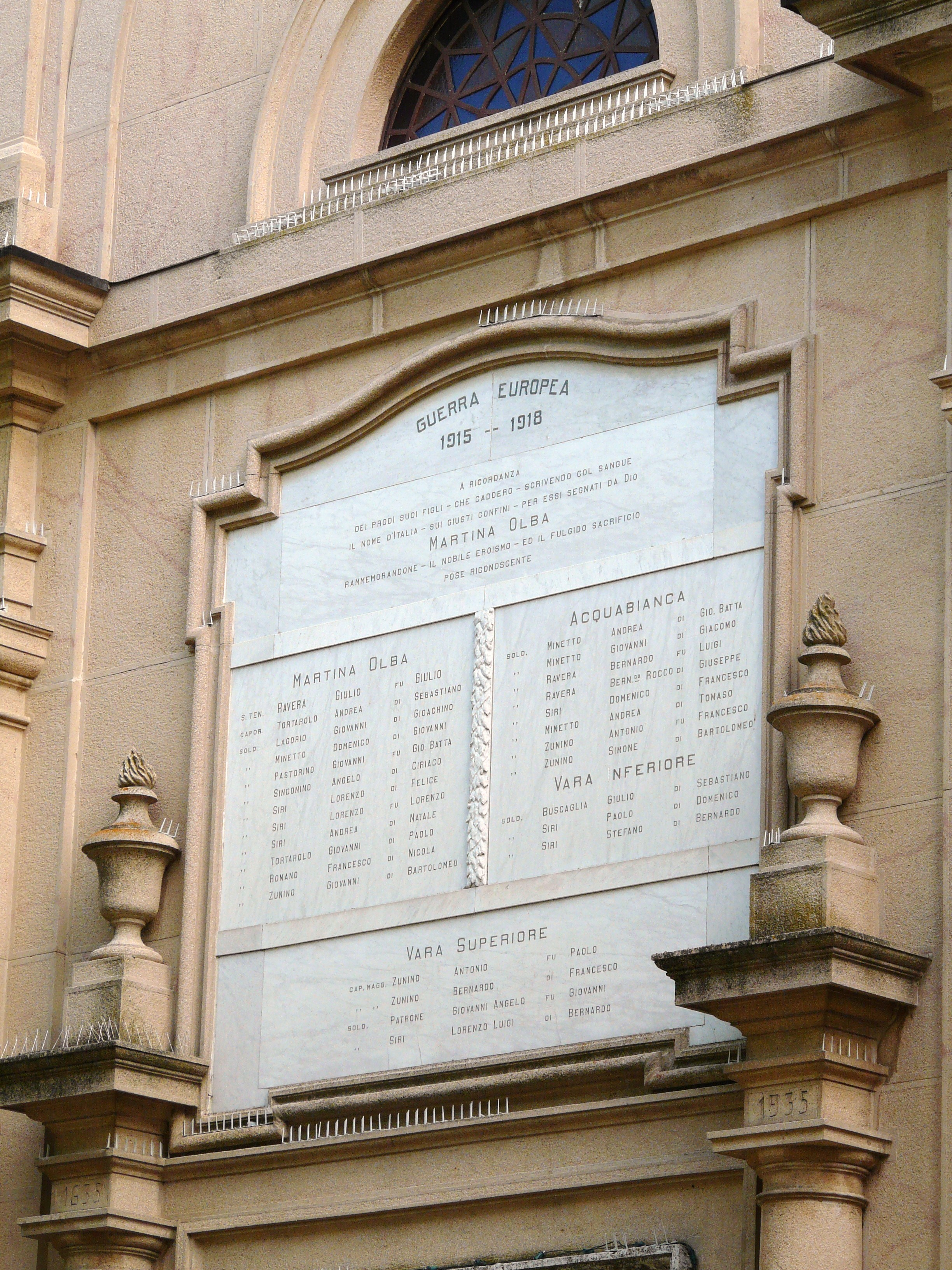
La lapide in memoria ai caduti della prima guerra mondiale

I primi anni del XIX secolo segnarono invece un periodo di declino, anche a seguito delle confische e soppressioni napoleoniche, tanto che nel 1834 la chiesa era interdetta al pubblico essendo la navata sinistra pericolante. I restauri furono eseguiti nel 1839 con il rifacimento della volta, delle fondazioni e del pavimento.
L'edificio subì nuovamente danni nel 1887 a causa del terremoto di Diano Marina. A seguito di ciò fu sostituito il pavimento con uno nuovo in marmo e venne rifatto il coro in noce. Nel 1903 fu innalzato il campanile e dotato di un concerto di quattro campane. Infine nel 1935 fu costruita l'attuale facciata.
Adiacente sorgeva l'oratorio di San Bartolomeo, ingrandito intorno al 1670 e, oramai in rovina, demolito nel 1960 per l'apertura della strada carrabile verso la frazione di Acquabianca.